# قطعنامه ۱۱۷۰ شورای امنیت
قطعنامه ۱۱۷۰ شورای امنیت سازمان ملل متحد که در تاریخ ۲۸ مه ۱۹۹۸ تصویب شد، سندی بین‌المللی دربارهٔ بررسی وضعیت در آفریقا است و شورا تصمیم به ایجاد یک کارگروه ویژه در مورد حفظ صلح و امنیت در قاره آفریقا گرفت. این قطعنامه طی نشست ۳۸۸۶ام با ۱۵ رای موافق، ۰ مخالف و ۰ ممتنع تصویب شد.